# مود هانسون
مود هانسون (بالسويدية: Maud Hansson)‏ هي ممثلة سويدية، ولدت في 5 ديسمبر 1937 بستوكهولم في السويد.

## أعمال

### أفلام
- (1957) التوت البري
- (1957) الختم السابع

## وصلات خارجية
- مود هانسون على موقع IMDb (الإنجليزية)
- مود هانسون على موقع ميوزك برينز (الإنجليزية)
- مود هانسون على موقع أول موفي (الإنجليزية)
- مود هانسون على موقع قاعدة بيانات الأفلام السويدية (السويدية)
- مود هانسون على موقع ديسكوغز (الإنجليزية)
- مود هانسون على موقع قاعدة بيانات الفيلم (الإنجليزية)